# Nadjib Toubal
Pour les articles homonymes, voir Toubal.
Nadjib Toubal (en arabe : نجيب طوبال) est un footballeur algérien né le 1er septembre 1979 à Constantine. Il évoluait au poste de gardien de but.

## Biographie
Il évolue en première division algérienne avec les clubs, du CA Bordj Bou Arreridj et de l'AS Khroub. Il dispute 43 matchs en Ligue 1.